# Frederik Christian Otto Wedel Jarlsberg
Frederik Christian Otto lensgreve Wedel Jarlsberg (født 14. oktober 1718, død 18. november 1776 på Sønderskov) var en dansk-norsk godsejer og officer, far til Frederik Anton Wedel Jarlsberg.
Han var søn af Frederik Anton greve Wedel Jarlsberg. Han blev født 14. oktober 1718, passerede temmelig letvindt de lavere militære grader, i det han allerede 1739 blev karakteriseret major og kompagnichef ved det ene norske (senere benævnt søndenfjeldske) gevorbne Infanteriregiment. Da han året forud, ved faderens død, havde overtaget Grevskabet Jarlsberg under nok så vanskelige økonomiske forhold, der ikke bedredes under hans bestyrelse, kunne han efter regimentschefens udtalelse ikke ofre sig synderlig for sine militære pligter, hvilket imidlertid ikke forhindrede, at den unge major allerede 1746 blev oberst og chef for 2. smålenske Infanteriregiment. 1747 blev han kammerherre, 1755 generalmajor, 1760 forflyttedes han til chef for søndenfjældske gevorbne Infanteriregiment; 1759 blev han Ridder af Dannebrog, 1763 generalløjtnant, 1767 ridder af l'union parfaite og 1774 general. Han var også gehejmeråd.
Hans ovennævnte økonomiske vanskeligheder skrev sig delvis fra de betydelige tab, som driften af det jarlsbergske sølvholdige blyværk påførte ham, delvis også fra hans stort anlagte hushold og hans betydelige og kostbare byggearbejder på Jarlsberg Hovedgård. Hovedbygningen på Jarlsberg er i sin nuværende skikkelse opført i hans tid. Han indlod sig desuden i adskillige store ejendomshandler i Danmark, der næppe have kunnet undgå at trække penge ud af grevskabet. Han ejede Basnæs i Sjælland (1757-63), Glorup i Fyn (1754-57), Sønderskov Hovedgård ved Ribe (1775) og Dronninglund Slot i Vendsyssel. Denne sidste store ejendom købte og solgte han 1753, hvilket år han havde fået solgt det jarlsbergske blyværk til et privat selskab, fra hvilket han dog siden atter måtte overtage det. Wedel Jarlsberg døde på Sønderskov 18. november 1776 efter i mange år i høj grad at have lidt af gigt og podagra.
Han ægtede 19. maj 1745 Sophie Riborg Amalie Huitfeldt (1723-1776), datter af general
Hartvig Huitfeldt.
Han blev i 1749 optaget i den københavnske frimurerloge St. Martin, og var sandsynligvis blevet optaget i den første norske loge St. Olaus allerede ved dennes oprettelse tidligere samme år.